# Sacra Famiglia e donatori (Carpaccio)
La Sacra Famiglia e donatori è una olio su tavola stile rinascimento veneziano del pittore Vittore Carpaccio databile nell'anno 1505 e conservato nel Museo Calouste Gulbenkian di Lisbona in Portogallo.

## Descrizione
L'opera espone la Sacra Famiglia dalla parte sinistra, dalla parte destra due donatori in abiti pregiati che adorano Gesù Bambino il quale è posto al centro. Lo sfondo è caratterizzato da un paesaggio immaginario in cui si vedono i Re Magi a cavallo.